# Vuile Gat

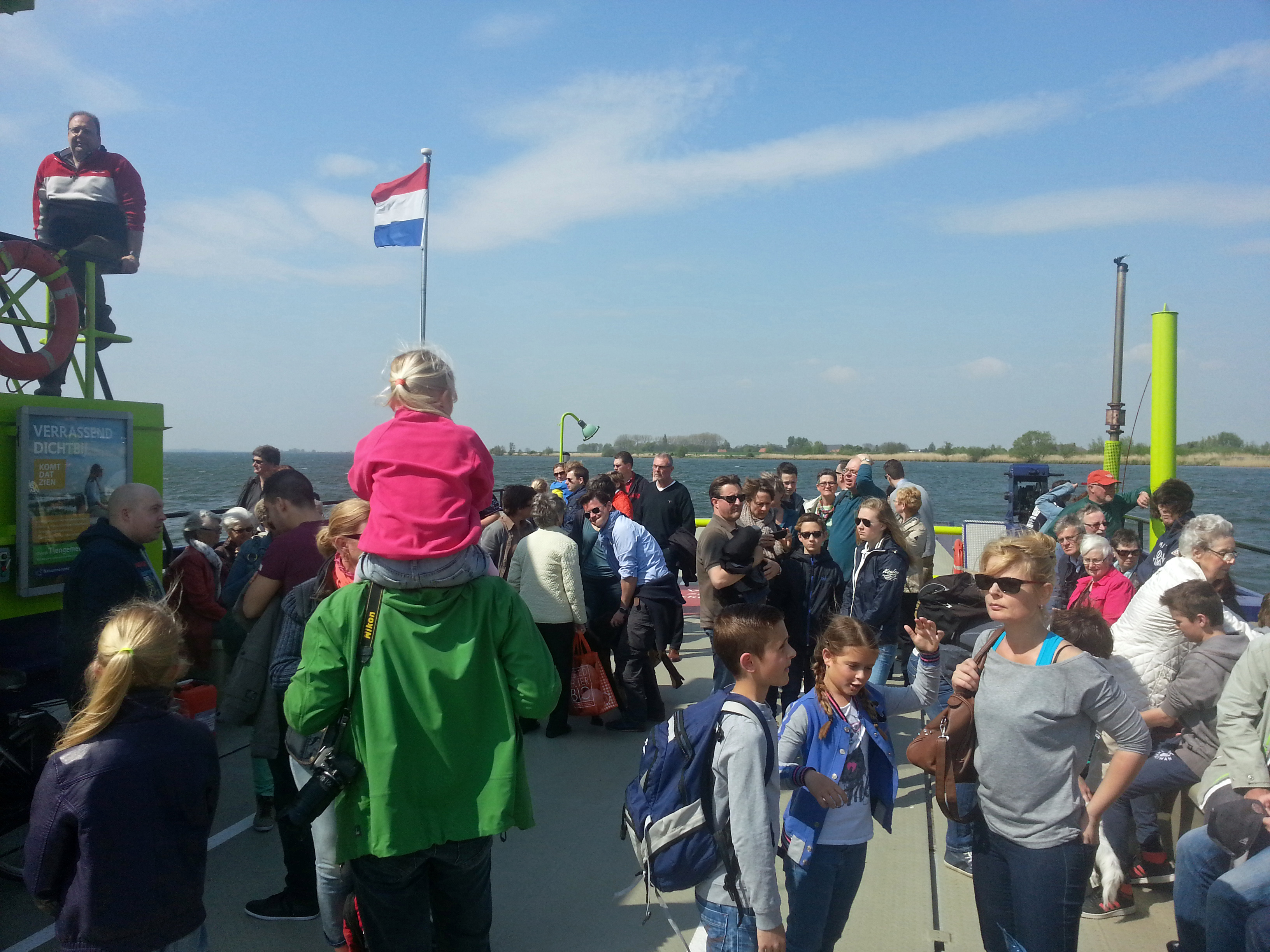
Passagiers op weg naar Tiengemeten op het Vuile Gat.

Het Vuile Gat (ook wel Hitsertsche gat) is een stuk water tussen Zuid-Beijerland/Nieuwendijk en het eiland Tiengemeten.
Het Vuile Gat sluit zowel oostelijk als westelijk aan op het Haringvliet. Over het Vuile Gat vaart een veerdienst van Nieuwendijk naar het natuureiland Tiengemeten.